# Menhir de Pontusval
Le menhir de Pontusval, souvent improprement appelé "Men Marz", est un menhir christianisé situé sur la commune de Brignogan-Plages, dans le département français du Finistère. Dans de nombreux ouvrages, le menhir est appelé Men Marz mais en réalité Men Marz désigne un rocher situé sur l'estran à 1 km du menhir et aucun des auteurs du XIXe siècle ne le désigne sous ce nom.

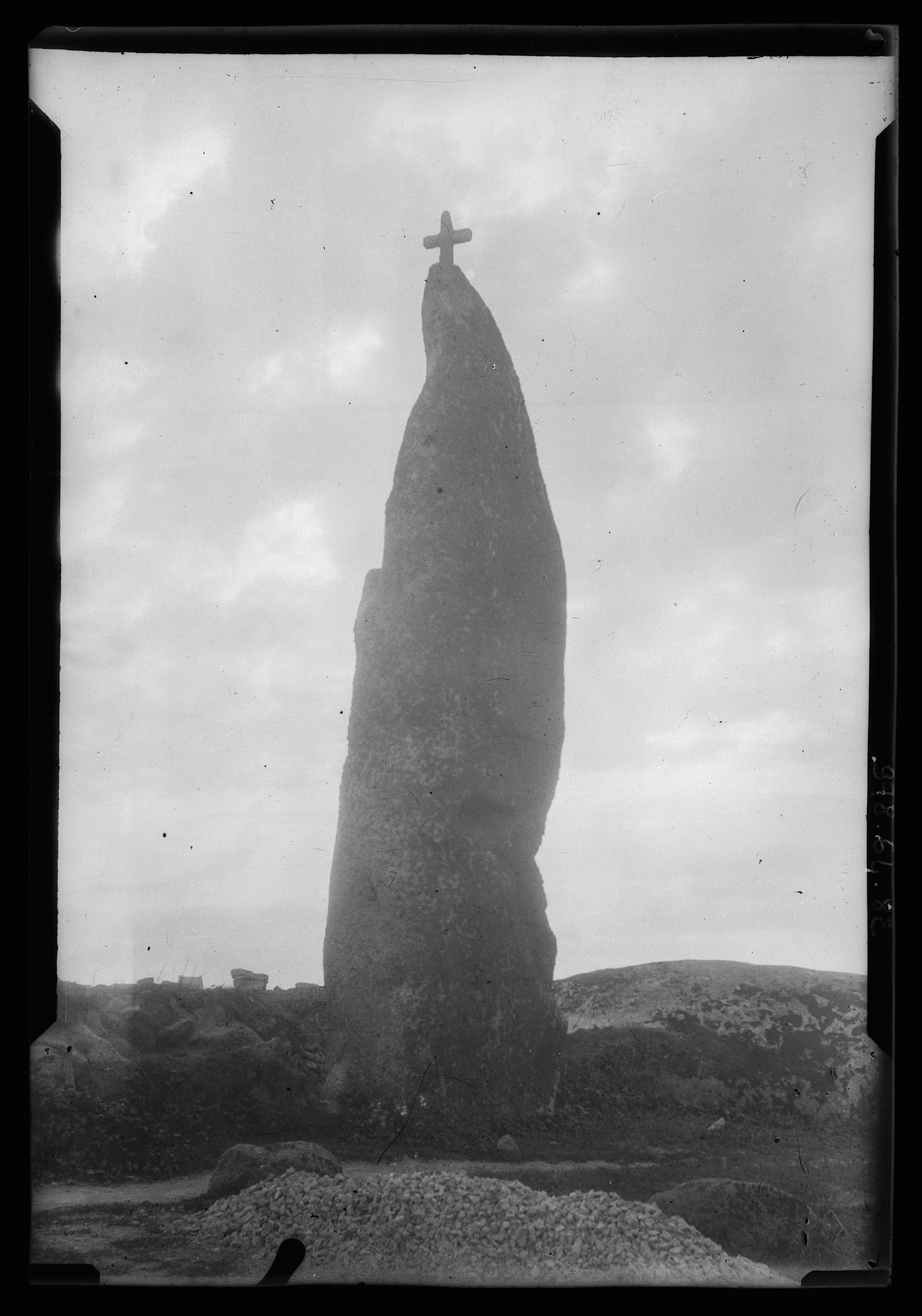
Menhir de Men Marz photographié par Paul Gruyer au début du XXe siècle

## Historique
Le menhir est représenté sur le plan cadastral de 1818. C.-P. de Fréminville en donne une première description en 1844. Il est classé au titre des monuments historiques par la liste de 1889.

## Description
Le menhir est un bloc de granite porphyroïde qui a été extrait d'un affleurement situé à peu de distance au sud, site qui fut exploité comme carrière au XXe siècle. Il mesure 8,35 m de hauteur pour une largeur à la base de 3,40 m et une épaisseur de 1,50 m. Son poids est estimé à 80 tonnes. Il a été christianisé au XVIIIe siècle par l'adjonction d'une première croix sur son sommet et la gravure d'une deuxième croix pattée sur la face orientale.

## Légendes et traditions
La tradition voulaient que les jeunes filles lancent un petit caillou sur la cassure horizontale qui orne la face sud du menhir, si le caillou demeurait en place elles se marieraient dans l'année ou, selon une autre tradition, auraient un héritier. 
D'après la légende, saint Paul Aurélien ordonna à la mer, qui ravageaient les terres de son abbaye et celles de sa sœur, de s'arrêter et de ne jamais dépasser la limite fixée par la pierre jetée par sa sœur, appelée désormais Pierre du miracle.

## Annexe